# Gajówka (Sierakowice)
Gajówka – część wsi Sierakowice w Polsce, położona w województwie śląskim, w powiecie gliwickim, w gminie Sośnicowice.
W latach 1975–1998 Gajówka administracyjnie należała do województwa katowickiego.